# 17-я стрелковая дивизия (2-го формирования)
17-я стрелковая дивизия — воинское подразделение Вооружённых Сил СССР в Великой Отечественной войне. Преобразована из 17-й Московской дивизии народного ополчения 19 сентября 1941 года.

## Боевой путь
В действующей армии с 30.07.1941 по 09.05.1945 года.

### 1941 год
До конца сентября 1941 года в составе 33-й армии Резервного фронта дивизия занималась строительством оборонительных рубежей по р. Десне к западу и северо-западу от Спас-Деменска. Передовые части находились восточнее Ельни. Её соседом слева была 18-я стрелковая дивизия, а справа — 60-я. 
03.10.1941 года вступила в бой с наступающими превосходящими силами противника. В ходе постоянных авианалётов, танковых атак и рукопашных схваток её левый фланг частично был смят и отошёл от передовых позиций (Латыши, Ковалёвка). 
04.10.1941, после 23:00, по приказу старшего по званию командира 60 сд, генерала Л. И. Котельникова, начала отходить, следуя за штабом 43-й армии. Тылы дивизии, получив приказ на отход сутками ранее, двигались на север к Вязьме, и далее к Гжатску. 
05.10.1941 г. дивизия оказалась в окружении в районе г. Спас-Деменска. 06.10.1941 её остатки малыми группами стали выходить из кольца в направлении Малоярославца, Мосальска, Юхнова, Можайска, Гжатска. 
14 октября 1941 года часть окруженцев вместе с командиром дивизии полковником П. С. Козловым, в количестве около 500 человек собрались в 20 километрах от Малоярославца (село Машково), где дивизию доукомплектовали и вновь направили на передовую (район Угодского Завода).
За бои 03-05.10.1941 года в ходе Вяземской операции дивизия потеряла убитыми, ранеными и пленными до 80 % личного состава.
Переформированным составом с 19 по 21 октября 1941 года оборонялась по рубежу река Протва от села Спас-Загорье до села Высокиничи. С боями к вечеру 21.10.1941 года отошла к реке Нара (район села Тарутино).
22.10.1941 года Командующий Западным фронтом, Жуков Г. К., приказывает командарму Голубеву:
- Запретить отход с занимаемых позиций до 23.10.1941;
- Командира 17-й дивизии арестовать и расстрелять перед строем. На его место прислать Селезнёва;
- Вернуть 17-ю и 53-ю дивизию в район Тарутино во что бы то ни стало.

С 22.10.1941 года по 18.12.1941 г дивизия держала оборону на рубеже Стремилово по восточному берегу реки Нары (сейчас там установлен памятный знак — рубеж обороны «Стремиловский рубеж»). 25 декабря 1941 года в составе 43-й армии переходит в наступление, к 28 декабря освобождает 26 населённых пунктов, в том числе город Угодский Завод (сейчас Жуков) и село Тарутино, продвигаясь в район Малоярославца.

### 1942 год
2 января 1942 года совместно с другими частями 43-й армии дивизия освободила Малоярославец.
В дальнейшем дивизия приняла участие в освобождении города Медынь Калужской области, Орловской области, Смоленской области, при её участии были освобождены Бобруйск и Слоним. 

### 1943

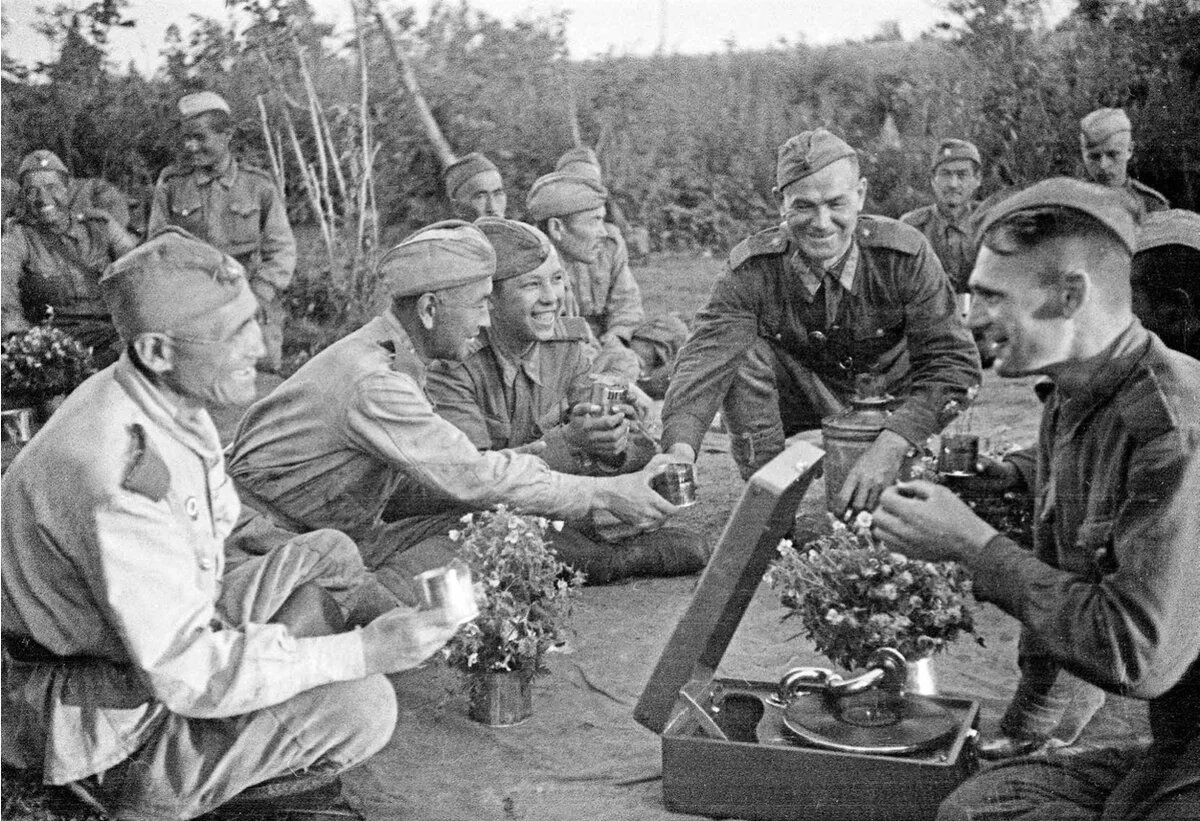
Бойцы 17-й стрелковой дивизии, уроженцы среднеазиатских республик, во время чаепития. Июнь 1944 г.

В составе 3-й армии участвует в Брянской операции
Закончила войну в Восточной Пруссии.

## Полное название
17-я стрелковая Бобруйская Краснознамённая дивизия

## Подчинение
- Резервный фронт, 33-я армия — с момента формирования
- Западный фронт, 43-я армия — с октября 1941 года
- Западный фронт, 33-я армия — с августа 1942 года
- Западный фронт, 16-я армия, 8-й гвардейский стрелковый корпус — на 01.04.1943 года
- Западный фронт, 50-я армия, 38-й стрелковый корпус — на 01.07.1943 года
- Брянский фронт, 3-я армия, 80-й стрелковый корпус — на 01.10.1943 года
- Белорусский фронт, 3-я армия, — на 01.01.1944 года
- 1-й Белорусский фронт, 48-я армия, 53-й стрелковый корпус — на 01.07.1944 года
- 2-й Белорусский фронт, 48-я армия, — на 01.01.1945 года
- 3-й Белорусский фронт, 48-я армия, 53-й стрелковый корпус — на 01.05.1945 года

## Состав
Как ополченческая дивизия
- 1-й стрелковый полк
- 2-й стрелковый полк
- 3-й стрелковый полк
- 17-й запасной стрелковый полк
- отдельный артиллерийский дивизион 45-мм орудий
- отдельный артиллерийский дивизион 76-мм орудий
- отдельная самокатно-разведывательная рота
- сапёрная рота
- отдельная рота связи
- медико-санитарный батальон
- автотранспортная рота

Как 17-я стрелковая дивизия
- 1312-й стрелковый полк
- 1314-й стрелковый полк
- 1316-й стрелковый полк
- 980-й артиллерийский полк
- 129-й лыжный батальон
- 102-й отдельный истребительно-противотанковый дивизион (с 30.12.1941)
- 266-я отдельная зенитная батарея (161-й отдельный зенитный артиллерийский дивизион)(до 30.03.1943)
- 477-й миномётный батальон (с 22.11.1941 по 26.10.1942)
- 479-я разведывательная рота
- 464-й сапёрный батальон
- 280-й (109-й) отдельный батальон связи (725-я и 385-я отдельная рота связи)
- 88-й (292-й) медико-санитарный батальон
- 115-я отдельная рота химический защиты
- 316-я автотранспортная рота
- 271-я полевая хлебопекарня
- 696-й дивизионный ветеринарный лазарет
- 924-я полевая почтовая станция
- 324-я полевая касса Госбанка

## Командование

### Командиры
- Козлов, Пётр Сергеевич (04.07.1941 — 10.10.1941), полковник
- Сафир, Михаил Павлович (11.10.1941 −1 6.10.1941), полковник[4][5]
- Козлов, Пётр Сергеевич (16.10.1941 — 21.10.1941), полковник[4]
- Любарский, Степан Иванович (21.10.1941 — 24.10.1941), комбриг
- Селезнёв, Дмитрий Михайлович (24.10.1941 — 24.09.1942), генерал-майор
- Рагуля, Иван Леонтьевич (25.09.1942 — 30.09.1942), полковник
- Кононенко, Матвей Прокопьевич (30.09.1942 — 07.10.1942), подполковник
- Рагуля, Иван Леонтьевич (08.10.1942 — 14.09.1943), полковник, с 14.02.1943 генерал-майор
- Романенко, Павел Степанович (15.09.1943 — 06.01.1944), полковник
- Иванов, Виктор Александрович (07.01.1944 — 09.05.1944), полковник
- Лукин, Александр Павлович (10.05.1944 — 24.10.1944), подполковник, с 15.08.1944 полковник
- Гребнев, Андрей Феоктистович (25.10.1944 — 20.02.1945), полковник
- Скачков, Пётр Иванович (21.02.1945 — 27.02.1945), полковник
- Гребнев, Андрей Феоктистович (28.02.1945 — 31.07.1945), полковник.
- Серебров, Михаил Павлович (31.07.1945 — ??.01.1946), полковник.
- Мохин, Иван Васильевич (??.02.1946 — ??.09.1946), генерал-майор.

### Начальники штаба
- Грызлов, Фёдор Иванович (??.09.1942 — 31.12.1942), полковник
- Романенко, Павел Степанович (01.01.1943 — 15.09.1943), полковник

## Награды
- 6 июля 1944 года — почётное наименование «Бобруйская» — присвоено приказом Верховного Главнокомандующего № 0181 от 6 июля 1944 года в ознаменование одержанной победы и за отличие в боях при освобождении Бобруйска.
- 25 июля 1944 года —  Орден Красного Знамени — награждена указом Президиума Верховного Совета СССР от 25 июля 1944 года за образцовое выполнение заданий командования в боях с немецкими захватчиками при форсировании реки Шара, за овладение городом Слоним и проявленные при этом доблесть и мужество.[6]

Награды частей дивизии:
- 1312-й стрелковый ордена Кутузова[7] полк
- 1314-й стрелковый ордена Кутузова[7] полк
- 1316-й стрелковый ордена Суворова[8] полк

## Отличившиеся воины
- Дориков, Максим Григорьевич, ефрейтор, телефонист 280-го отдельного батальона связи.
- Ермолаев, Пётр Алексеевич, рядовой, наводчик ручного пулемёта 1312-го стрелкового полка.
- Клочков, Николай Леонтьевич, сержант, старшина роты 1316-го стрелкового полка.
- Кустов, Фёдор Михайлович, подполковник, командир 1314-го стрелкового полка.
- Мартынов, Моисей Никитович, старшина, командир взвода 1314-го стрелкового полка.

## Газета
Выходила газета «За Родину, за Сталина». Редактор — майор Храпаль Пётр Андреевич (1903-?)

## Память
Наименование 17-й стрелковой дивизии указано на мемориальной стеле памятника советским воинам, погибшим в боях с немецко-фашистскими захватчиками за Малоярославец в 1941 году.
С 1 декабря 2018 по 8 июля 2019 года в музее «Богородицкое поле» проходила выставка, посвящённая 77-й годовщине битвы под Москвой «Без приказа на отход не отходили… Герои-ополченцы Замоскворечья»; подназвание — «Боевой путь 17-й (2-го формирования) стрелковой дивизии (17-я дивизия народного ополчения Москворецкого района г. Москвы) июль — октябрь 1941 г.»